# Bilaspur (Staat)
Bilaspur (auch Kahlur) war einer der 18 Fürstenstaaten der Shimla Hill States, in den damals administrativ zum Punjab gehörigen Ausläufern des Himalaya in Britisch-Indien. Anfang des 19. Jahrhunderts besetzten die Gurkhas das Land, bis sie von den Briten vertrieben wurden. Bilaspur war 1815–1947 britisches Protektorat. Es hatte 1941 eine Fläche von 1173 km² und 115.000 Einwohner. Das Fürstentum wurde ab August 1948 zunächst nicht Teil eines Bundeslandes, sondern unterstand ohne eigene Legislative der Zentralregierung direkt. 

## Geschichte
Die Herrscherfamilie der Rajas von Bilaspur führen ihre Herkunft auf Damghokh, den Herrscher eines Fürstentums im südlichen Rajasthan zurück. Einer seiner Nachfahren, Harihar Chand, soll sich auf Pilgerfahrt nach Jawalamukhi bei Kangra begeben haben. Er ließ sich im nahen Jhandbari nieder. Einer seiner Söhne wurde Herrscher von Chamba. Ein weiterer schuf sich das Fürstentum Kanidon. Der dritte Sohn, Bir Chand, gründete ca. 880 Bilaspur, das ursprünglich Kahlur genannt wurde. 
Dessen Nachfahre in der 12. Generation, der zum Ahnherrn der Hindur-Dynastie wurde, Ajit Chand eroberte Nalagarh, das er seinem Bruder Suchet Chand gab. Die Miān von Ramgarh stammen vom Erbauer eines dortigen Forts Khushal Singh ab, dessen Geschlecht auf den Raja von Khalur Singar Chand zurückgehen soll. Mohan Chand war Verbündeter der einfallenden Gurkhas, die ihm Teile des Landes, die im Jahrzehnt zuvor von anderen Rajas erobert worden waren, zurückgaben. Zunächst blieb er Gegner der Briten unter Gen. David Ochterlony bei der Vertreibung der Gurkhas (1815) unterwarf sich dann doch rechtzeitig. Man machte aus ihm ein Beispiel „britischen Großmuts“ und bestätigte ihn in allen seinen Besitztümern. Die Rana von Dhami waren bis 1815 tributpflichtig. 
Nach dem Ersten Sikh-Krieg 1847 fielen die Tributzahlungen weg, die Briten verlangten zum Ausgleich aber die Abschaffung aller Wegezölle.
Am 12. Oktober 1948 vollzog der Raja Anand Chand (1927–56) den Anschluss an Indien. Am 26. Januar 1950 wurde Bilaspur ein direkt der Zentralregierung unterstehender C-Staat der Republik Indien (siehe Geschichte Indiens) mit dem Raja als Chief Commissioner. 1954 wurde Bilaspur im Zusammenhang mit dem Bau des Satluj-Staudammes, der einen großen Teil des Landes überflutete,  dem Staat Himachal Pradesh eingegliedert und am 1. November 1956 wie alle indischen Fürstentümer aufgelöst. 

### Stammbaum der Hindur-Dynastie
Rajas in historischer Zeit
1. Generation
- Bhim Chand (r. 1665–1712)

2. Generation
- Ajmer Chand (r. 1712–1741)

3. Generation
- Devi Chand (r. 1741–1778)

4. Generation
- Mohan Chand (* 1772, r. 1778–1824). Verbündeter der einfallenden Gurkhas, die ihm Teile des Landes, die im Jahrzehnt zuvor von anderen Rajas erobert worden waren zurückgaben. Zunächst Gegner der Briten unter Gen. David Ochterlony bei der Vertreibung der Gurkhas (1815) unterwarf er sich doch rechtzeitig. Man machte aus ihm ein Beispiel „britischen Großmuts“ und bestätigte ihn in allen seinen Besitztümern.

5. Generation
- Kharak Chand (* 1813, r. 1824 - 29. März 1839). Starb kinderlos, auf die Annexion des Landes unter der Doctrine of Lapse wurde verzichtet, da man einen Konflikt mit den in Lahore herrschenden Sikhs vermeiden wollte. Kurz nach seinem Tod behauptete eine der Witwen, die Schwester von Fateh Prakash von Sirmur, vom Verstorbenen noch geschwängert geworden zu sein. Die Ansprüche wurden nicht anerkannt, woraufhin die Rani einen Aufstand organisierte, der Kharak Chand zunächst aus der Hauptstadt vertrieb, aber von den Briten niedergeschlagen wurde.

6. Generation
- Jagat Chand, Nachfahr Ajmers (r. Apr. 1839–1850, † 1857), wurde wegen Geisteskrankheit abgesetzt.

7. Generation
- Hira Chand (* 1835, r. 1850–1883). Die Rani stammte aus dem Rajputenhaus von Ambala. 1857 loyal, erhielt man zur Belohnung das Recht auf 11 Schuss Salut.

8. Generation
- Amar Chand (* 1857, r. Jan. 1883 - 3. Feb. 1889), heiratete eine Frau aus dem Hause von Gwalior.

9. Generation
- Bijai Chand (= Bije Chand; *1873, r. 3. Feb. 1889 – 18. Nov. 1927, † 1931), verheiratet mit einer Tochter des Raja von Mankot.
- beide Töchter Amars wurden mit dem Raja von Punch Moti Singh verheiratet.

10. Generation
- Tikka Anand Chand (* 1913, r. bis 15. Aug. 1947, † 1983)

Die Rajas sind nicht zu verwechseln mit denen einer Paschtunendynastie, die im gleichnamigen Ort der Region Atraula (Gonda) von Oudh residierten. Ebenso besteht heute ein gleichnamiger Distrikt im Bundesland Chhattisgarh.